# Paliolla cooki
Paliolla cooki is een slakkensoort uit de familie van de Polyceridae. De wetenschappelijke naam van de soort is voor het eerst geldig gepubliceerd in 1864 door Angas.